# Marcel Jeulin
Marcel Jeulin, né le 3 février 1921 à La Trimouille et mort le 20 mai 1944 à Paris, est un résistant français de la Seconde Guerre mondiale, Compagnon de la Libération à titre posthume.

## Biographie

### Antécédents
Né à La Trimouille (Vienne) le 3 février 1921, orphelin à l’âge de 9 ans, il est recueilli par sa nourrice et, après le certificat d’études, apprend le métier de forgeron à Saint-Cyr-sur-Loire.
Après avoir travaillé à Versailles et Colombes, il devient ouvrier à la SNCF et s'engage le 7 octobre 1939 à l’Intendance Militaire de Tours en devançant l’appel. Affecté au 49e Bataillon de Chars, il participe à la campagne de France au cours de laquelle il est blessé à l'ennemi le 25 mai 1940. Peu après, il est nommé caporal.
Décoré de la Croix de guerre et démobilisé le 27 juillet 1940, il rentre en Indre-et-Loire.

### Entrée dans la Résistance
Il entre spontanément dans la résistance active et organise un groupe avec quelques camarades sans aucun contact extérieur.
Jeulin rejoint l'atelier des forges des Chemins de fer en mars 1941. Il fait sauter un train d’essence allemand à Saint-Pierre-des-Corps et abat une sentinelle allemande Rue du Sanitas à Tours. Dénoncé à la Gestapo  il est arrêté le 16 septembre 1942 par Georg Brückle et torturé par Clara Knecht.

### Une évasion habile
En prison, Jeulin apprend l'allemand et prépare son évasion. Il fait la connaissance de Paul Jourdain alias Pierre Joubert, 34 ans, arrêté le 2 octobre 1943. Ce dernier, également dénoncé, a été torturé par Brückle et revient à peine de l’hôpital.
Épicier à Tours et carbonisateur pour l’Indre-et-Loire, il est un des dirigeants du Groupe Rabelais dont le fondateur est Alfred Bernard alias Oncle Fred, 44 ans, ancien communiste passé à la SFIO avant guerre.
Ce groupe de résistance, fort de 300 membres en septembre 1943, fait partie du réseau militaire d’action de la zone nord, Région « M » (Normandie, Bretagne, Anjou, Touraine, 14 départements) du BOA (Bureau des opérations aériennes), dont Jean-François Clouët des Pesruches alias Galilée, 26 ans, est le délégué militaire régional.
« Jeulin, qui sort et rentre dans sa cellule comme il le souhaite grâce aux clefs qu’il s’est forgées, et se déplace officiellement deux heures par matinée parce qu’il s’est porté volontaire pour la corvée de balayage des couloirs, s'est procuré des vêtements civils. Il se met en tête de s’évader avec Jourdain, enfermé dans une cellule de l’étage inférieur, avec qui il communique grâce à un tuyau d’évacuation. Il lui demande de se faire parvenir une serviette, des lunettes à grosses montures d’écaille, un manteau élégant et un chapeau.
Et, le 23 décembre 1943, Jeulin, qui a reproduit  les clefs de la cellule de Jourdain, le sort de sa cellule et le conduit, balai à la main, vers la sortie : c’est un homme de service qui pilote avec déférence un avocat à travers les méandres de la prison. Parvenus au guichet d’entrée, l’avocat, sur la demande de son escorteur, produit ses papiers d’autorisation de visite au préposé qui vient juste de prendre sa faction. La relève est ponctuelle, l’homme n’a donc pas vu l’avocat pénétrer dans la prison. Jeulin et Jourdain se prodiguent d’aimables salutations tandis que la grande porte s’entrebâille. Avant que le garde n’ait le temps de le repousser, Jeulin s’est faufilé derrière le faux avocat et s’enfonce dans la rue passante. Quelques coups de feu trop tardifs. Les deux hommes sont loin. » (Extrait de Brigitte Friang : Regarde-toi qui meurs, 1970).

### Le sacrifice d'un combattant de l'ombre
Leur première planque est chez le Commissaire de Police Brisset, puis chez Jacques Lecomte (mort à Leau le 22 mars 1945). Ils passent chez un marchand de meuble rue de la République à Tours avant de rejoindre Huismes le 19 janvier 1944, jour de l'arrestation des résistants du village et de l'assassinat de leur chef, Albert Malécot, dans sa maison cernée par la Gestapo. Mais eux ont dormi dans le bourg chez Mme Malécot mère et échappent donc au massacre. Direction Lyon mais leur rendez-vous avec Londres est compromis, l'avion qui les attend est surchargé, ils redescendent. Leur destin est en France.
Jeulin vit désormais à Paris, il devient garde du corps de Clouet des Pesruches. Il lui sauve la vie en abattant avec son revolver deux policiers allemands venus l’interpeller dans un café proche de la place de l’Etoile.
Le 21 mars 1944, la secrétaire de Clouet, Elizabeth Friang dite Brigitte alias Galilée 2, 20 ans, est arrêtée à l’Aquarium de Chaillot après avoir reçu une balle. Elle est transférée à l’Hôpital de La Pitié, hôpital allemand, et incarcérée dans le pavillon cellulaire Charles-Quentin.
Durant la nuit qui suit, l’attaque de vive force du pavillon Charles-Quentin en pénétrant dans l’hôpital par le mur mitoyen de la Salpétrière est décidée, une fois les renseignements et les moyens d’intervention rassemblés.
En quelques jours, Patricia, la camarade de Brigitte au service du chiffre de Clouet, par ailleurs ex-secrétaire médicale du célèbre professeur Mondor, a obtenu les renseignements suivants d'une infirmière : Brigitte est vivante. Dès son arrivée, alors qu'elle était sur la table d'opération, la Gestapo est venue l'interroger et a commencé à la frapper. Le médecin allemand lui-même se serait opposé à ces sévices et aurait exigé des bourreaux qu'ils repoussent leur interrogatoire.
« Nous sommes maintenant matériellement sûrs, comme nous l'étions moralement, que Brigitte n'a pas parlé. Dans huit jours, elle serait transportable. Dans l'intervalle, Marcel Jeulin, plus audacieux que jamais, a pénétré dans la Pitié sous un fallacieux prétexte. Là, il a séduit une infirmière qui, sans tarder, lui a fourni blouse, tablier, calotte blanche et stéthoscope. C'est dans cet équipement que, pendant une après-midi entière, il s'est promené dans la Pitié et y a minutieusement reconnu le pavillon Charles-Quentin et ses alentours immédiats. Il a même parlé au gardien, se faisant passer pour un jeune interne des services français. Il sait maintenant qu'ils sont quatre et que, de nuit, un simple coup de sonnette leur fait ouvrir la porte du pavillon cellulaire et il a relevé un plan qui, s'il n'est pas d'une exactitude parfaite, est d'une utilité pratique indéniable. D’autre part, par le professeur de Gennes et les renseignements complémentaires du professeur Mondor, nous avons obtenu les plans complets de la Salpétrière et de la Pitié. » (Extrait de J.F. Clouet des Pesruches : Le « Coup » de la Pitié – Gens de la Lune n°8 Février 1947).
L’opération sera réalisée sous le commandement de Jeulin accompagné de quatre hommes le 14 avril.
« L'heure H est fixée à 22h30, à un quart d'heure de chaque ronde allemande présumée. Brigitte n'est pas prévenue : mais nous espérons qu'elle a entendu, l'autre jour, Marcel siffler sous la fenêtre à hotte de sa cellule notre air de ralliement : « Chez Bébert ». A 22h30, descendant sans bruit de la chambre de Mlle Topono (respectable infirmière de la Salpétrière qui s’est mise à notre entière disposition), Marcel doit appuyer au mur de séparation des deux hôpitaux l'échelle qui a été dissimulée la veille dans les fusains. C'est ce qui est fait. Les cinq hommes, en silence, montent l'échelle et s'aplatissent dans les buissons pendant que Marcel, silencieusement, coupe les barbelés… Mais, soudain, entre deux petits claquements sourds de la pince coupante, à quelque vingt mètres, des bruits de pas lourds et cadencés se font entendre le long de Charles-Quentin. Mes cinq hommes se confondent avec le sol et Marcel compte : un, deux, trois, quatre, douze sentinelles allemandes armées de mitraillettes patrouillent autour de Charles-Quentin. C'était l'imprévu. Nos renseignements vrais la veille ne l'étaient plus ce soir. Et Marcel hésite… Les Boches ont remarqué quelque chose d'insolite dans les buissons, les barbelés, et ils tirent. Les nôtres ripostent. Un Boche tombe. Un des nôtres est blessé, et accablés sous le nombre, ils battent en retraite follement. C'est une question de vie ou de mort. » (Extrait de J.F. Clouet des Pesruches : Le « Coup » de la Pitié – Gens de la Lune n°8 Février 1947).
Brigitte est toujours prisonnière. Le lendemain, elle partira sur un brancard pour la prison de Fresnes.
Plus tard, Jeulin réussit à échapper à ceux qui voulaient l’arrêter dans les couloirs du métro en abattant un policier des RG.
Mais, le lendemain, il est arrêté, porteur de mitraillettes et de grenades, par la police française, et conduit à la Préfecture de police de Paris, quai de Gesvres. Il fait prévenir Clouet, reçoit une corde grâce à des complicités, et s’évade du 2e étage, contraint de plonger dans la Seine pour échapper aux balles.
Le 19 mai vers minuit, Jourdain se suicide en se jetant du 4e étage d’un hôtel près de la Porte Dorée, rue Pergolèse, alors que la Milice l’attendait à sa porte. Interrogée, sa compagne donne l’adresse de Bernard, non loin de là, au 93 de l’avenue du Général-Michel-Bizot. Il est hébergé avec Jeulin chez l’épouse du Secrétaire d’Etat au ravitaillement,  François Chasseigne.
Le 20 mai à 6h00, Bernard et Jeulin sont attaqués par la Gestapo. Jeulin abat un inspecteur allemand. En voulant couvrir la fuite d'Oncle Fred, il est abattu sur les toits de l’immeuble d’une balle en pleine tête. Bernard est arrêté et mourra sous la torture en juillet 1944.
Marcel Jeulin a été fait Compagnon de la Libération à titre posthume par décret du 7 juillet 1945.

## Décorations
- Chevalier de la Légion d'honneur
- Compagnon de la Libération à titre posthume par décret du 7 juillet 1945[1]
- Croix de guerre 1939–1945 (2 citations)
- Médaille de la Résistance française par décret du 22 avril 1966[2]